# Archäologisches Museum (Larnaka)

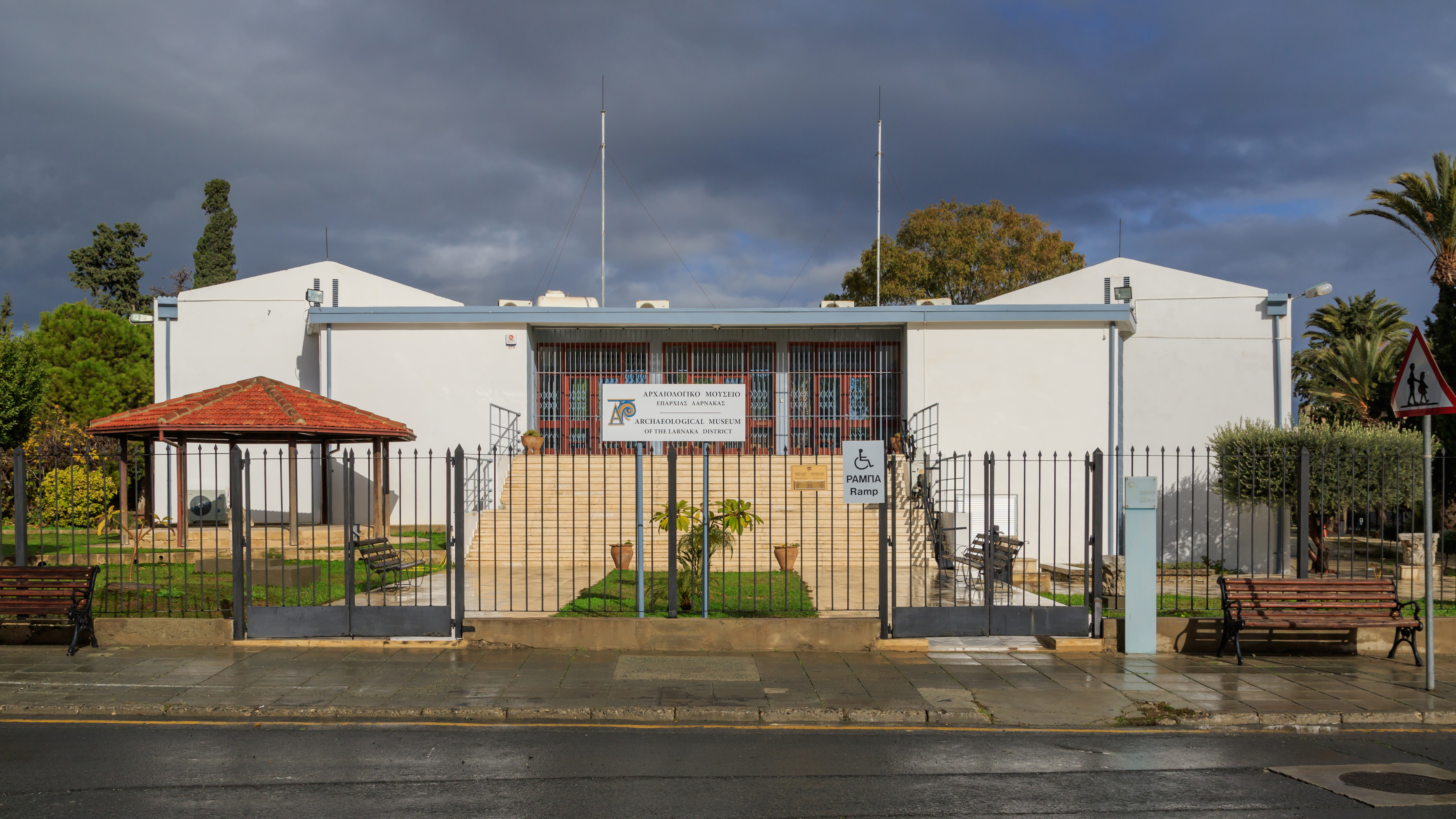
Eingangsbereich des Archäologischen Museums Larnaka

Das Archäologische Museum liegt im Norden des Zentrums von Larnaka, ca. 300 Meter südlich der Reste der antiken Stadt Kition an der Plateia Kalograion.
Es ist neben dem Pierides-Museum eines der beiden archäologischen Museen in Larnaka auf Zypern. Es zeigt in zwei Sälen Funde aus dem Gebiet um Larnaka aus der Zeit der Antike, daneben auch Funde aus der jungsteinzeitlichen Siedlung Chirokitia (ca. 20 Kilometer südwestlich von Larnaka) und aus Kition.
Weitere große Funde und eine restaurierte Olivenölpresse sind offen in einem Hinterhof des Museums zu besichtigen. Hinter diesem Hof liegt ein weiterer offen zugänglicher Fundplatz mit wenigen archäologischen baulichen Resten.

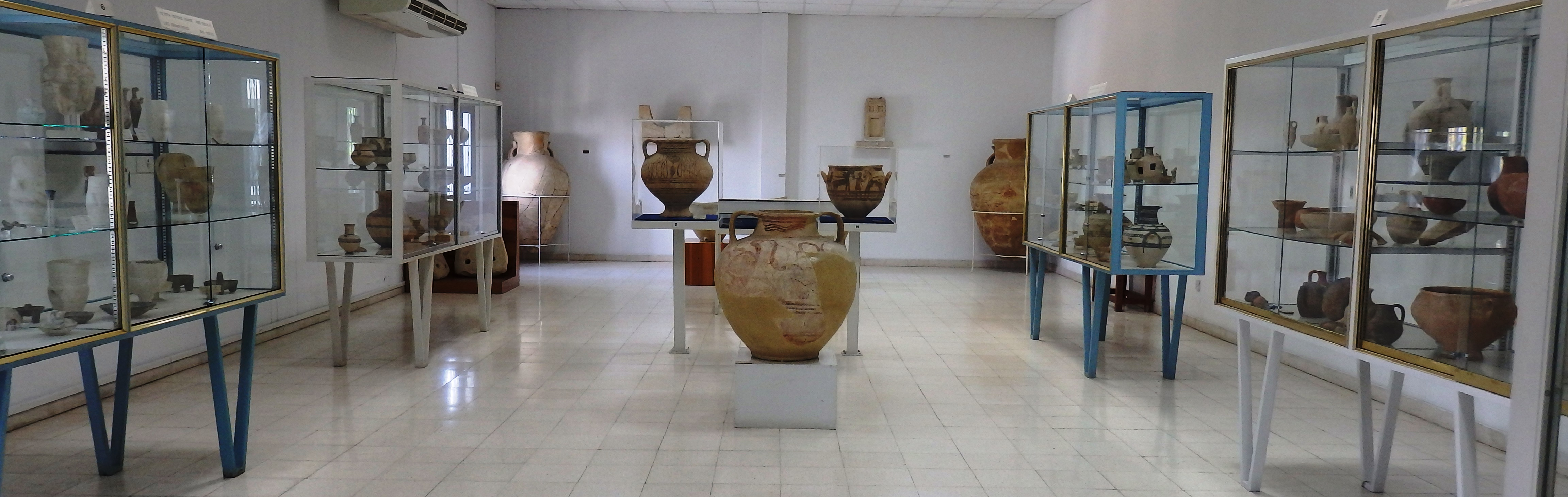
Blick in einen der Ausstellungssäle des Archäologischen Museums Larnaka

## Bildergalerie

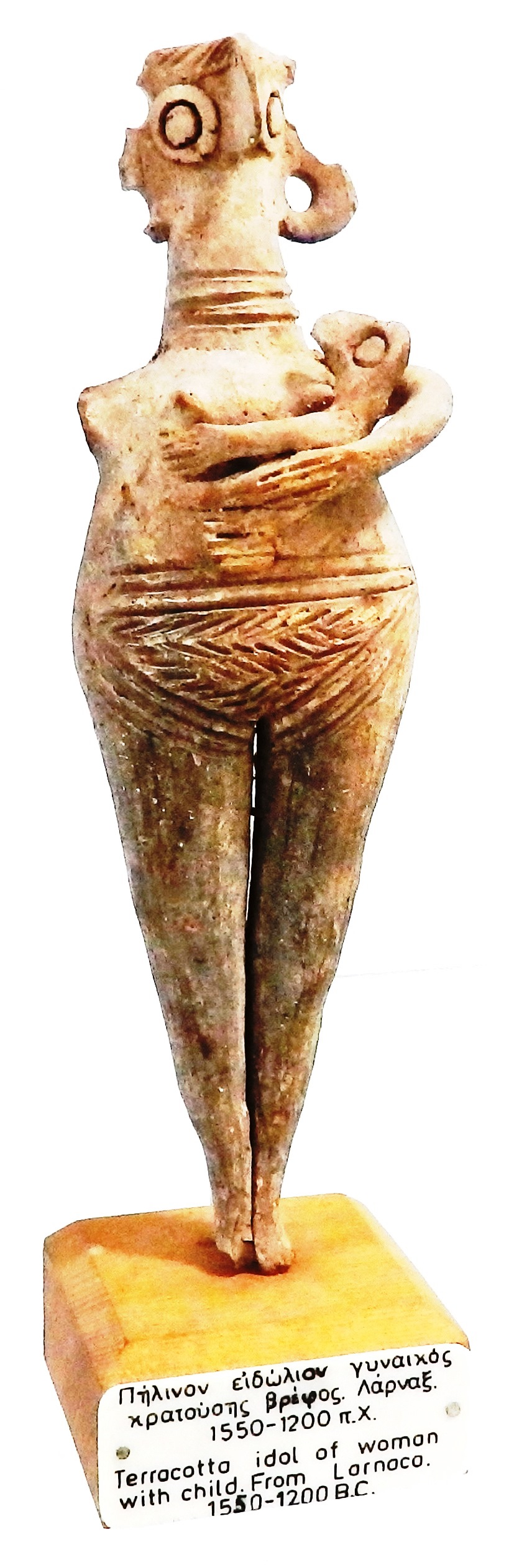
Weibliches Idol mit Kind, Terrakotta, 1550–1200 v. Chr., Archäol. Museum Larnaka
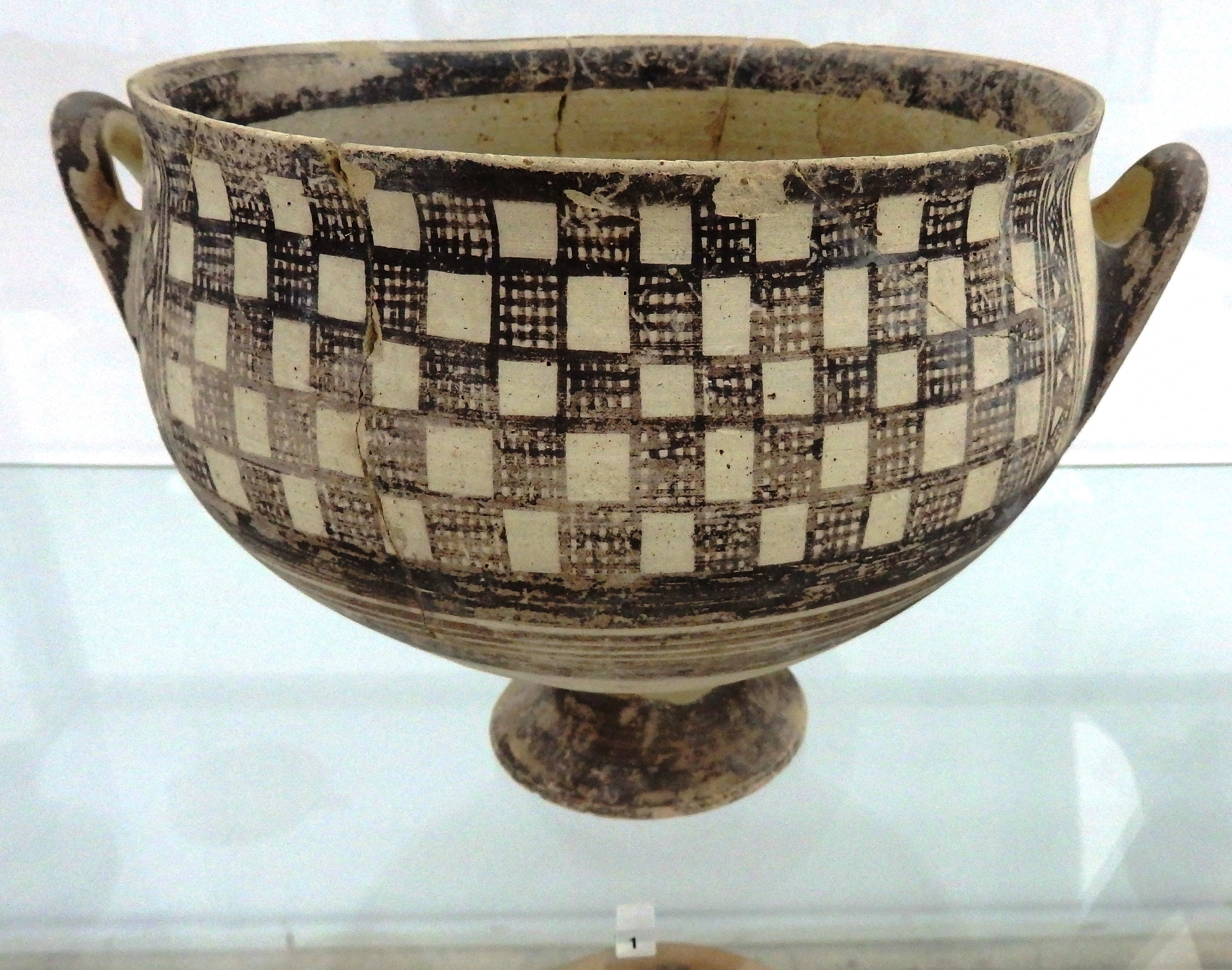
Keramikgefäß im protogeometrischen Stil, 11. Jh. v. Chr., Archäol. Museum Larnaka
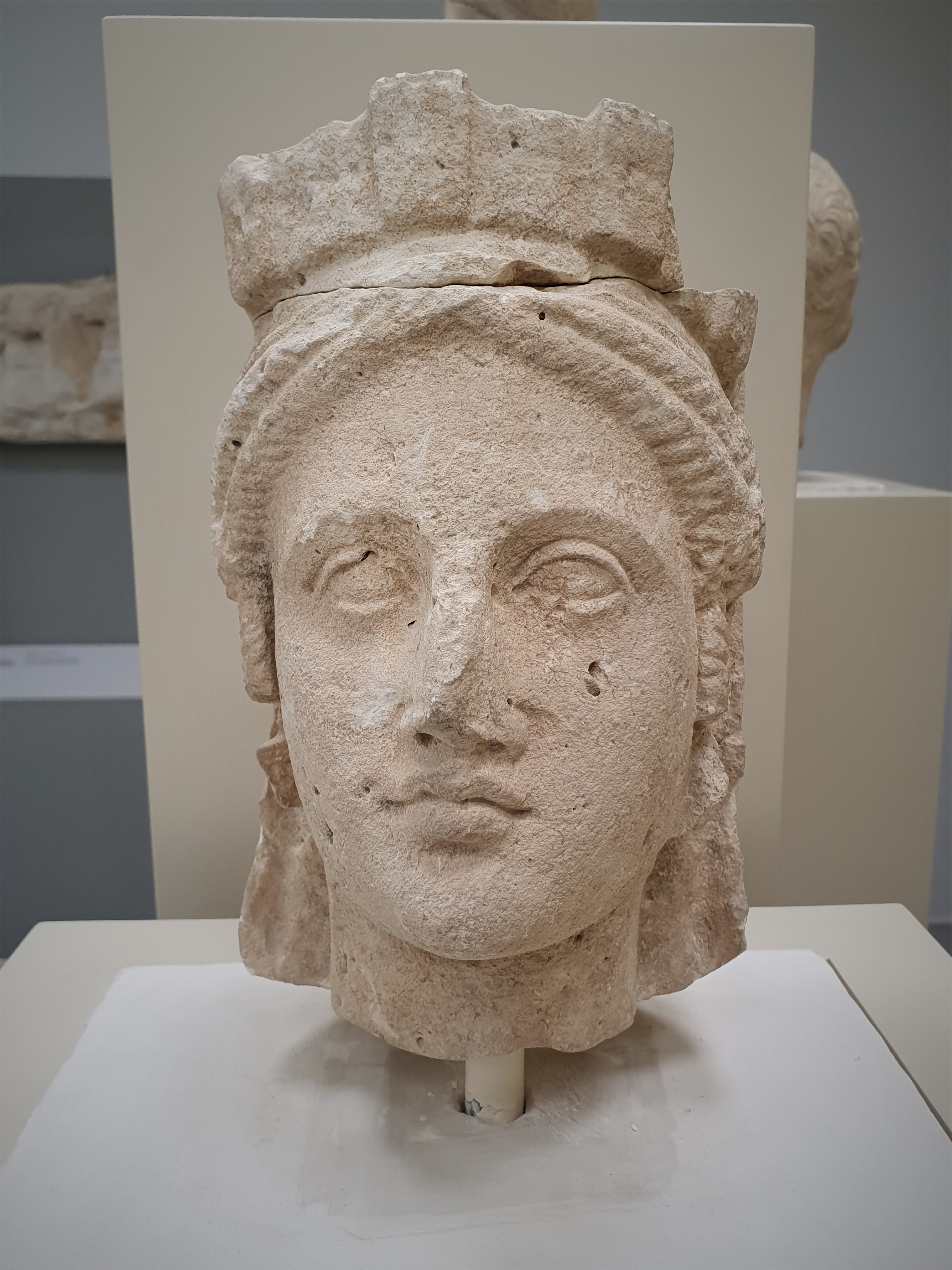
Kopf der weiblichen Figur, 4. Jh. v. Chr., Archäol. Museum Larnaka
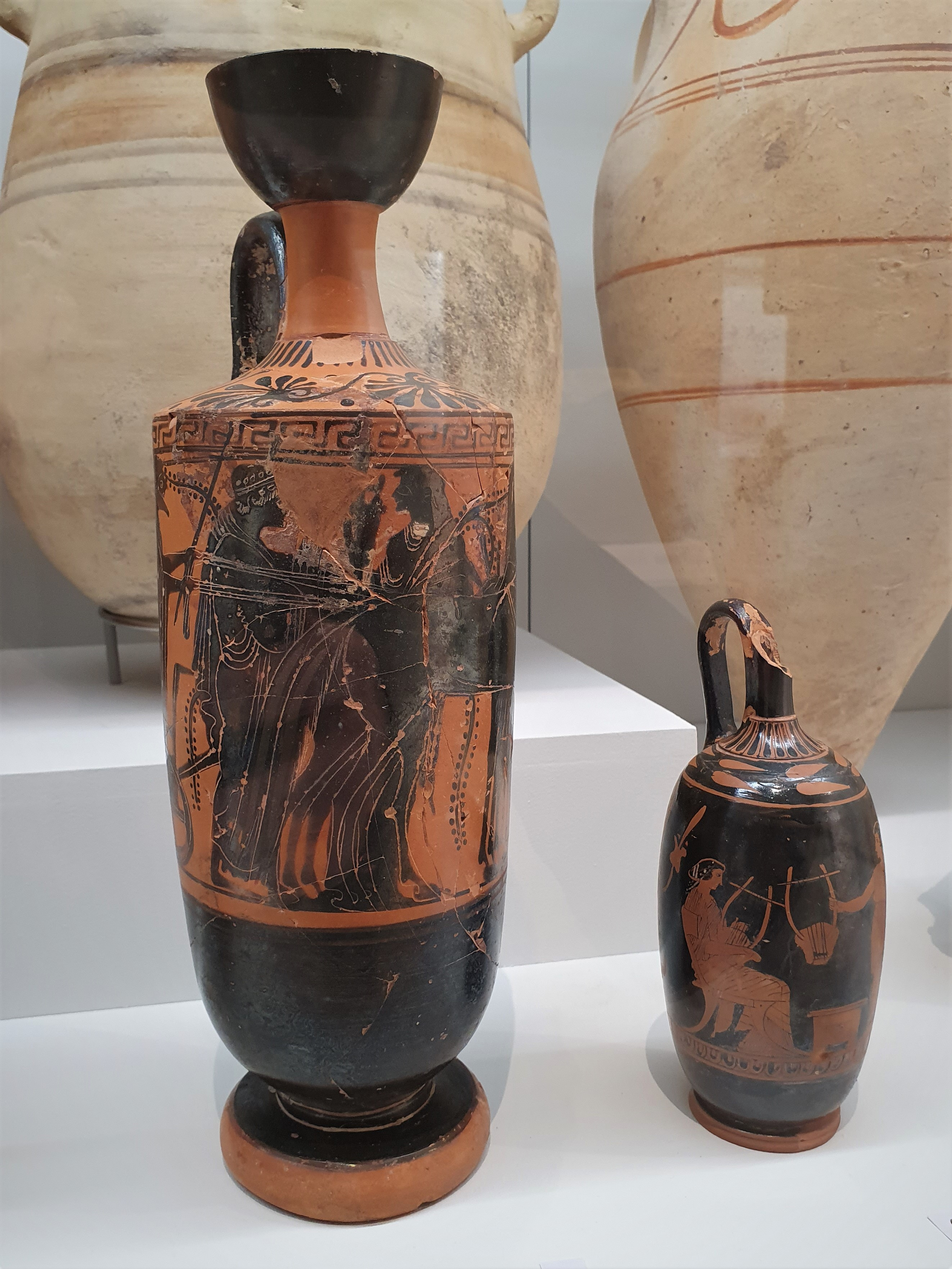
Lekythoi, 6. – 5. Jh. v. Chr., Archäol. Museum Larnaka